# Pius IX.

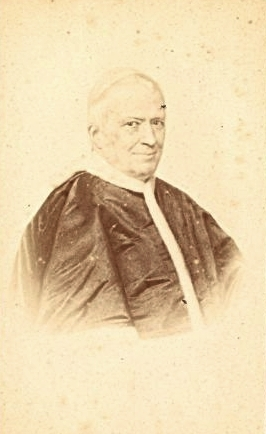
Henri Le Lieure: Portrét papeže Pia IX., 1860

Blahoslavený Pius IX. (13. května 1792 Senigallia – 7. února 1878 Řím), vlastním jménem Giovanni Maria Mastai-Ferretti byl 255. papežem katolické církve (1846–1878). Jeho pontifikát byl nejdelší doložený v historii papežství , trval více než 31 let (přesněji 11 559 dní).
V roce 1854 vyhlásil dogma o neposkvrněném početí Panny Marie, v roce 1864 vydal protimodernistickou encykliku Quanta cura a její přílohu Syllabus omylů. V roce 1869 svolal první vatikánský koncil, který vyhlásil dogmata o poznatelnosti přirozenosti Boží rozumem a papežské neomylnosti.
V průběhu koncilu italská vojska v roce 1870 násilně obsadila Řím, což vedlo k předčasnému rozpuštění koncilu (formálně byl řádně ukončen až v roce 1960). Pius IX. odmítl uznat likvidaci Papežského státu i narovnání navržené italskou vládou, které mu spolu s finančními kompenzacemi garantovalo zachování nezávislého Papežského státu v části Říma, a prohlásil se za vatikánského vězně.
Kanonizační proces Pia IX. otevřel papež sv. Pius X. v roce 1907, blahořečil jej papež sv. Jan Pavel II. v roce 2000. Jeho liturgická památka připadla na 7. února, výročí jeho smrti.

## Život
Narodil se v Senigallii v pohraničí Ancony jako čtvrtý syn Girolama dei conti Ferrettiho. V mládí trpěl epilepsií, po vyléčení studoval ve Viterbe a posléze v Římě. V roce 1819 byl vysvěcen na kněze a po osmi letech se stal biskupem. Pro své souhlasné postoje k organizačním změnám v Papežském státě a sympatie s italským národním hnutím získal pověst liberála. V roce 1840 se stal kardinálem a v roce 1846, v dvoudenním konkláve, byl zvolený papežem a přijal jméno Pius IX.

## Smýšlení a politická orientace
Giovanni Mastai-Ferreti byl jako člověk upřímně zbožný, dobrosrdečný a s dobrým smyslem pro humor. O jeho rodině se s nadsázkou říkávalo, že jsou v ní liberální i kočky. V době svého zvolení papežem byl vnímán jako liberální protikandidát ke kardinálovi Lambruschinimu, považovanému za nekompromisního a reakčního konzervativce. Směr jeho politické orientace se však radikálně změnil po drsných zkušenostech z revolučního roku 1848, kdy byl přímo na schodech Cancellerie zavražděn jeho ministerský předseda Pellegrino Rossi a on sám musel uprchnout do Gaety, aby si zachránil před rozlíceným davem holý život. Po těchto zkušenostech zatrpkl vůči novotám moderní doby a svou politiku po zbytek svého dlouhého pontifikátu vedl jako vyhraněně konzervativní v marné snaze stočit kormidlo dějin zpět k minulosti se starými osvědčenými pravidly.
Podle některých zednářských dokumentů byl svobodným zednářem, měl se jím stát za svého působení v Chile[ujasnit] a později být zednáři exkomunikován, jiné zdroje, zednářské i mimozednářské, ale tuto informaci popírají.

## Pontifikát
Vláda Pia IX. začala ve znamení liberálních reforem. Ihned po nástupu vyhlásil amnestii pro politické vězně, zrušil cenzuru a provedl několik dalších výrazných zásahů do státních struktur. V jistém smyslu též podpořil umírněnou část italského národního hnutí, což mu přineslo dočasně sympatie italské veřejnosti.
Zřejmě zamýšlel i dát Papežskému státu ústavu, nakonec to však odmítl. Jeho popularita poté poklesla a zcela upadla, když se odmítl připojit k italské armádě v bojích proti Rakousku.
V Římě vypuklo povstání, které přinutilo Pia IX. uprchnout z města. V Římě od února 1849 do července 1849 vznikla Římská republika. Vrátit se papež mohl až s pomocí francouzských jednotek, které vyhnaly republikánskou armádu. Pius IX. vzal tuto záležitost jako důkaz zhoubnosti a nevhodnosti demokratického a republikánského zřízení a jeho původně liberalismu nakloněná orientace se zcela obrátila.
Zoufale se snažil udržet Papežský stát, ale byl to beznadějný boj. V září 1860 po vítězstvích italské armády nad papežskou se jeho územní rozsah omezil na okolí Říma chráněné silnou francouzskou posádkou. Ta však odešla, když propukla prusko-francouzská válka a italská armáda vytáhla proti Římu. Velitel papežských vojsk chtěl bojovat, ale Pius IX. mu poté, co italská vojska prolomila hradby města, nařídil kapitulovat. 20. září 1870 tak Papežský stát de facto zanikl.
Sjednocená Itálie nehodlala hnát s papežem spor na ostří nože a nabídla mu dohodu o novém uspořádání a novém papežském státu (která se později v prakticky nezměněné podobě realizovala v roce 1929 podpisem Lateránských smluv a vznikem státu Vatikán). Pius IX. však sjednocenou Itálii a likvidaci Papežského státu nikdy neuznal a prohlásil se za „vatikánského vězně“. Po zbytek života zůstával ve Vatikánu, který ani jednou neopustil.
Krom těchto pro papežství nešťastných politických konsekvencí lze pontifikát Pia IX. hodnotit jako významný a celkem úspěšný. Provedl rozsáhlou reorganizaci církevních struktur a založil mnoho nových diecézí a apoštolských vikariátů, zejména v USA a britských koloniích a uzavřel několik důležitých konkordátů. Centralizoval církevní moc a víceméně úspěšně se snažil dosáhnout duchovní obrody v církvi.
Jeho nejvýznamnějšími kroky jsou tyto:
- 9. listopadu 1846 vydal encykliku Qui pluribus, která výslovně odsoudila komunismus.
- 8. prosince 1854 slavnostně vyhlásil po předběžném souhlasu biskupů i kardinálů Dogma o neposkvrněném početí Panny Marie
- 8. prosince 1864 vydal encykliku Quanta cura, která odsoudila „základní mylné nauky našich časů“, v níž odmítl modernismus, liberalismus, odluku církve a státu, rovnost všech vyznání a další nauky. Jejím dodatkem byl slavný Syllabus omylů.
- Svolal První vatikánský koncil (1869–1870), který vyhlásil dogma o papežské neomylnosti. Koncil měl původně mnohem širší cíle, ale italská anexe Říma jej předčasně ukončila, takže toto dogma bylo nakonec jeho jediným praktickým výsledkem. Jeho vyhlášení vedlo k přechodnému vzplanutí antiklerikálních vášní a odštěpení starokatolické církve (které ovšem mělo pouze německo-český regionální charakter a obecně nebylo považováno za významné).

Jelikož až do konce života odmítal uznat sjednocenou Itálii, vysloužil si nenávist italských nacionalistů, kteří se 13. července 1881 při přenášení jeho ostatků do baziliky sv. Vavřince za hradbami pokusili unést jeho rakev a vhodit ji do Tibery.
Dne 3. září 2000 byl sv. Janem Pavlem II. prohlášen za blahoslaveného. Toto blahořečení velmi rozhořčilo starokatolickou církev, která je označila za krok těžce poškozující dosavadní ekumenické úsilí.

## Pius IX. a umění
Pius IX. byl stejně jako mnoho jeho předchůdců velkým sponzorem umění. Nechal renovovat mnoho kostelů, včetně baziliky sv. Petra, a restaurovat řadu maleb.
V intencích tridentského koncilu a řady svých předchůdců prosazoval zároveň návrat morálky do umění a vymýcení nahoty z křesťanských uměleckých děl a církevních sbírek. V tomto směru dokončil úpravy antických soch ve vatikánských sbírkách, nesystematicky prováděných už jeho předchůdci, když nechal detaily mužských pohlavních orgánů nahradit fíkovými listy (tyto snahy nebyly v dané době nijak ojedinělé, totéž prosazovala např. anglická královna Viktorie, která byla pobouřena sochou Davida).
Pius IX. byl prvním papežem, který byl kdy vyfotografovaný.